# Sobre los sueños
Sobre los sueños (griego antiguo: Περὶ ἐνυπνίων; latín: De insomniis) es uno de los tratados cortos que componen la Parva Naturalia de Aristóteles.
El texto breve se divide en tres capítulos. En el primero, Aristóteles trata de determinar si los sueños "pertenecen a la facultad del pensamiento o a la percepción sensorial". En el segundo capítulo, considera las circunstancias del sueño y cómo funcionan los órganos sensoriales. Finalmente, en el tercer capítulo explica cómo se causan los sueños, proponiendo que son los movimientos residuales de los órganos sensoriales los que les permiten surgir.

## Contenido
Aristóteles explica que durante el sueño hay una ausencia de estimulación sensorial externa. Mientras dormimos con nuestros ojos cerrados, los ojos son incapaces de ver, y por lo tanto a este respecto no percibimos nada mientras dormimos. Él compara las alucinaciones con los sueños, diciendo que "... la facultad por la cual, en horas de vigilia, estamos sujetos a la ilusión cuando estamos afectados por una enfermedad, es idéntica a la que produce efectos ilusorios en el sueño". Cuando se está despierto y se percibe, ve o escucha algo incorrectamente solo ocurre cuando uno realmente ve o escucha algo, pensando que es otra cosa. Pero en el sueño, si todavía es cierto que uno no ve, oye o experimenta la percepción sensorial de la manera normal, entonces la facultad del sentido, razona, debe verse afectada de alguna manera diferente.

En última instancia, Aristóteles concluye que el sueño se debe a movimientos residuales de los órganos sensoriales. Algunos sueños, dice, incluso pueden ser causados por la indigestión:
Debemos suponer que, al igual que los pequeños remolinos que se forman en los ríos, los movimientos son un proceso continuo, que a menudo permanecen como lo eran cuando empezaron, pero a menudo también se rompen en otras formas por colisiones con obstáculos. Esto da la razón por la que no se producen sueños durante el sueño después de las comidas, o para personas que duermen que son extremadamente jóvenes, por ejemplo, para bebés. El movimiento en tales casos es excesivo, debido al calor generado por los alimentos. Por lo tanto, al igual que en un líquido, si alguien lo perturba con vehemencia, a veces no aparece una imagen reflejada, mientras que otras veces aparece, de hecho, pero completamente distorsionada, para que parezca bastante diferente a su original; mientras que, una vez que el movimiento ha cesado, las imágenes reflejadas son claras y claras; de la misma manera durante el sueño, las imágenes o imágenes de los residuos son claras y claras; de la misma manera durante el sueño, las imágenes, o movimientos residuales, que se basan en las impresiones sensoriales, a veces se borran bastante por el movimiento descrito anteriormente cuando son demasiado violentos; mientras que en otras ocasiones los lugares de interés se ven, pero son confusos y extraños, y los sueños son incoherentes, como los de las personas que son anabilistas, febriles o intoxicadas con el vino. Por todos esos afectos, ser espiritual, causa mucha conmoción y perturbación.
Aristóteles también describe el fenómeno del sueño lúcido, por el cual el soñador se da cuenta de que está soñando.

## Legado
El filósofo inglés del siglo XVII, Thomas Hobbes, adoptó en general la opinión de Aristóteles de que los sueños surgen de los movimientos continuos de los órganos sensoriales durante el sueño, y escriben que "los sueños son causados por la destemplanza de algunas partes internas del Cuerpo". Pensó que esta explicación ayudaría aún más a comprender diferentes tipos de sueños, por ejemplo, "acostarse resfriado engendraría los Sueños de Terror, y genera el pensamiento y la imagen de algún objeto temeroso".
El neurólogo Sigmund Freud citó Aristóteles en su trabajo de 1899 , La Interpretación de Sueños, como los primeros en reconocer que los sueños "no surgen de manifestaciones sobrenaturales, sino que siguen las leyes del espíritu humano". Sostuvo que la definición de los sueños de Aristóteles era "la actividad mental del durmiente en la medida en que está dormido".